# Walter Herzog (Pädagoge)
Walter Herzog (* 21. November 1949) ist ein Schweizer Pädagoge und quantitativer Bildungsforscher im Bereich der pädagogischen Psychologie.

## Leben
Walter Herzog wurde 1949 in Winterthur geboren. Er besuchte die Schulen in Wiesendangen und Winterthur. Danach studierte er Psychologie, Soziologie, Pädagogik und Philosophie an der Universität Zürich. Es folgten 1975 das Lizentiat und 1980 die Promotion. Ab 1976 war Herzog als Assistent und ab 1981 als ständiger wissenschaftlicher Mitarbeiter am Pädagogischen Institut der Universität Zürich tätig, wo er 1984 ein Stipendium der Kommission zur Förderung des akademischen Nachwuchses erhielt.
Die 1986 verliehene Venia legendi (Lehrbefugnis) umfasst das Fach Pädagogik mit besonderer Berücksichtigung der Pädagogischen Psychologie. 1988 hatte er einen Studienaufenthalt am Institute of Human Development an der University of California, Berkeley. Herzog wurde 1989 Assistenzprofessor. Von 1991 bis 2014 war Herzog Ordinarius für Pädagogik, Pädagogische Psychologie, Didaktik und Schulforschung an der Universität Bern, wo er am 3. Dezember 2014 seine Abschiedsvorlesung mit dem Titel „Theorie und Praxis - eine Erkundung auf biografischem Pfade“ hielt.

## Werk
Walter Herzog forschte überwiegend quantitativ im Bereich der pädagogischen Psychologie. Aus dieser Perspektive hat er immer wieder auf die Probleme, die sich aus einer rein quantitativen Erforschung des Unterrichtsgeschehens ergeben, aufmerksam gemacht. Parallel dazu hat er auf die Notwendigkeit der Integration verschiedener Forschungsansätze hingewiesen und qualitative Methoden in die eigene Forschung einbezogen. Thematisch decken seine Forschungsarbeiten ein breites Spektrum ab. Wiederkehrende Themen seiner Publikationen sind dabei die Begründung einer moralischen Erziehung und das Verhältnis der Geschlechter in Schule und Unterricht (Koedukation).

Neben seiner empirischen Forschungstätigkeit hat sich Herzog auch wissenschaftstheoretischen Fragen von Psychologie und Pädagogik zugewandt und dabei verschiedene begriffliche und kritische thematische Analysen zum Verhältnis von Pädagogik und Psychologie sowie zur Pädagogischen Psychologie vorgelegt. "Die Themen verschwinden hinter dem formalen Apparat, mit dem beispielsweise die Pädagogische Psychologie den Unterricht analysiert". Im Laufe der Zeit sind bei ihm bildungspolitische Themen in den Vordergrund gerückt.

Besonders hat sich Herzog mit der Frage nach der Eigenständigkeit der Erziehungswissenschaft angesichts von Versuchen ihrer politischen Vereinnahmung auseinandergesetzt. Zentral war ihm die Kritik an technologischen Erziehungs- und Unterrichtsauffassungen.

### Pädagogisch-psychologische Theoriebildung
Herzog hat mit der Einbeziehung von Zeit und Sozialität in die Grundlegung von Erziehungs- und Unterrichtstheorien seinen Beitrag zu einer eigenständigen pädagogischen und pädagogisch-psychologischen Theoriebildung geliefert. Dabei hat er die Zeit als modale Zeit aufgegriffen. Im Unterschied zur metrischen Zeit, die rein quantitativ bestimmt wird, ist die modale Zeit eine qualitative Zeit. Sie beruht auf der Unterscheidung der zeitlichen Modi Vergangenheit, Gegenwart und Zukunft. Die Einbeziehung der Zeit ermöglicht es ihm, die enge Perspektive, die insbesondere didaktische Theorien bezüglich von Unterricht haben, zu überschreiten.

### Sonstige theoretische Auseinandersetzungen
Für Walter Herzog liegen im Umkreis der Zeitthematik Themen wie Metapher, Relationalität, soziale Anerkennung, Wissensformen und pädagogische Praxis, weshalb er sich verschiedentlich theoretisch damit auseinandergesetzt hat. Aufgrund seines Engagements in der Ausbildung von Lehrkräften hat sich Herzog zunehmend auch mit Fragen der Professionalisierung des Lehrerberufs befasst und dabei insbesondere eine Stärkung der Praxisausbildung und der beruflichen Autonomie von Lehrpersonen gefordert.

## Gremien und Mitgliedschaften
Neben seiner akademischen Tätigkeit war Herzog von 2000 bis 2004 Präsident der kantonalen Konferenz der Lehrerinnen- und Lehrerbildung des Kantons Bern, anschliessend Präsident des Gründungsschulrates und bis 2007 Präsident des Schulrates der Pädagogischen Hochschule Bern. Daneben wirkte er in verschiedenen Gremien mit, so
- von 1982 bis 1991 als Redakteur der Zeitschrift Bildungsforschung und Bildungspraxis (heute: Schweizerische Zeitschrift für Bildungswissenschaften),
- von 1999 bis 2006 als Mitglied des Vorstandes der Schweizerischen Gesellschaft für Bildungsforschung,
- von 2005 bis 2011 als Mitglied der Forschungskommission der Universität Bern,
- von 2008 bis 2019 als Mitglied des wissenschaftlichen Beirats der Pädagogischen Hochschule der Fachhochschule Nordwestschweiz und
- von 2011 bis 2022 als Mitglied der Kantonalen Maturitätskommission und Hauptexperte für das Fach Psychologie/Pädagogik an Berner Gymnasien.

Des Weiteren war er Präsident des Vereins Bildungs-Reformen-Memorandum, einer Ad-hoc-Gruppierung von Professoren, die sich 2011 öffentlich gegen die große Anzahl von Reformen im schweizerischen Bildungswesen wandten.

## Veröffentlichungen
Herzog hat einen umfangreichen Korpus an Veröffentlichungen. Die folgenden Werke sind als Querschnitt nicht abschließend aufgelistet.

### Monographien
- Modell und Theorie in der Psychologie. Hogrefe, Göttingen 1984, ISBN 3-8017-0190-5.
- Das moralische Subjekt. Pädagogische Intuition und psychologische Theorie. Huber, Bern 1991, ISBN 3-456-82071-2.
- Zeitgemäße Erziehung. Die Konstruktion pädagogischer Wirklichkeit. Velbrück, Weilerswist 2002, ISBN 3-934730-55-8.
- Wissenschaftstheoretische Grundlagen der Psychologie. VS Verlag für Sozialwissenschaften, Wiesbaden 2012, ISBN 978-3-531-17213-2.
- Bildungsstandards – eine kritische Einführung. Kohlhammer, Stuttgart 2013, ISBN 978-3-17-022600-5.

### Fachaufsätze und Beiträge
- Verständnisse von Lernen. Sondierungen im Grenzgebiet von Pädagogik und Psychologie. In: Detlef Gaus, Elmar Drieschner (Hrsg.): Perspektiven pädagogischer Konzeptforschung. Beltz Juventa, Weinheim 2020, ISBN 978-3-7799-3959-7, S. 208–242.
- W. Herzog, E. Makarova, F. Fanger: Darstellung der Geschlechter in einem Physik- und in einem Chemieschulbuch für die Sekundarstufe II. In: Elena Makarova (Hrsg.): Gendersensible Berufsorientierung und Berufswahl. Beiträge aus Forschung und Praxis. hep-Verlag, Bern 2019, S. 108–127.
- Moral. In: Carlos Kölbl, Anna Sieben (Hrsg.): Stichwörter zur Kulturpsychologie. Psychosozial-Verlag, Gießen 2018, S. 293–298.
- Zu Diensten der Politik. Verspielt die Erziehungswissenschaft ihre epistemische Autorität? In: Ulrich Binder, Jürgen Oelkers (Hrsg.): Der neue Strukturwandel von Öffentlichkeit. Reflexionen in pädagogischer Perspektive. Beltz Juventa, Weinheim 2017, S. 203–218.
- Kritik der evidenzbasierten Pädagogik. In: Jürgen Baumert, Klaus-Jürgen Tillmann (Hrsg.): Empirische Bildungsforschung. Der kritische Blick und die Antwort auf die Kritiker. (= Zeitschrift für Erziehungswissenschaft. Sonderheft 31). Springer VS, Wiesbaden 2017, S. 201–213.  (researchgate.net)
- Weshalb uns Hattie eine Geschichte erzählt. Oder: Ein missglückter Versuch, den Erkenntnisstand der quantitativen Unterrichtsforschung zur Synthese zu bringen. In: Zeitschrift für interpretative Schul- und Unterrichtsforschung. Band 3, 2014, S. 130–143. (researchgate.net)
- Ideologie der Machbarkeit. Wie die Psychologie einer effizienzorientierten Bildungspolitik Plausibilität verschafft. In: Zeitschrift für Pädagogik. Nr. 58, Nr. 2, 2012, S. 176–192. (pedocs.de)
- Eingeklammerte Praxis – ausgeklammerte Profession. Eine Kritik der evidenzbasierten Pädagogik. In: Johannes Bellmann, Thomas Müller (Hrsg.): Wissen, was wirkt. Kritik evidenzbasierter Pädagogik. VS Verlag für Sozialwissenschaften, Wiesbaden 2011, S. 123–145. (researchgate.net)
- Erziehung ja, Erziehungskompetenz nein. Eine begriffliche und theoretische Analyse des Erziehungsauftrags von Lehrerinnen und Lehrern. In: Beiträge zur Lehrerbildung. Band 28, 2010, S. 379–390.
- Die Möglichkeit der Erziehung. Mit Luhmann gegen Luhmann argumentiert. In: Julia Kurig, Alfred K. Treml (Hrsg.): Neue Pädagogik und alte Gehirne? Erziehung und Bildung in evolutionstheoretischer Sicht. Lit Verlag, Berlin 2008, ISBN 978-3-8258-1276-8, S. 100–115.

### Sonstiges
- Was können wir von der qualitativen Unterrichtsforschung lernen? Referat anlässlich der Tagung „Was wissen wir über Unterricht?“ der Kommission „Professionsforschung und Lehrerbildung“ der Deutschen Gesellschaft für Erziehungswissenschaft an der Goethe-Universität Frankfurt am Main vom 4. bis 6. September 2013.
- Clemens Diesbergen: Radikal-konstruktivistische Pädagogik als problematische Konstruktion. Eine Studie zum Radikalen Konstruktivismus und seiner Anwendung in der Pädagogik. (1998). Rezension. In: Schweizerische Zeitschrift für Bildungswissenschaften. Band 22, 2000, S. 253–258.

## Zitate
1. ↑  "Kombiniert mit einer inhaltlich ebenfalls entleerten ökonomischen Begrifflichkeit entsteht die Illusion, Bildungspolitik lasse sich unter Absehung von Inhalten betreiben, was [...] äußerst scharf kritisiert wird" (Herzog 2012, S. 188).
2. ↑  "Der Unterricht stellt eine Sozialordnung dar, die auch funktioniert, wenn nicht wirklich oder nicht richtig gelehrt und nicht wirklich oder nicht richtig gelernt wird" (Herzog 2013, S. 11).

| Personendaten    | Personendaten       |
| ---------------- | ------------------- |
| NAME             | Herzog, Walter      |
| KURZBESCHREIBUNG | Schweizer Pädagoge  |
| GEBURTSDATUM     | 21. November 1949   |
| GEBURTSORT       | Winterthur, Schweiz |

1. ↑  https://lvb.ch/2022/wp-content/uploads/2022/02/13_lvb.inform_1314-01.pdf